# Walter Weiß
El General Walter-Otto Weiß, también deletreado Weiss  (5 de septiembre de 1890 - 21 de diciembre de 1967), fue un general alemán durante la II Guerra Mundial. En 1945 pasó a ser jefe del Grupo de Ejércitos Norte en el frente oriental. Recibió la Cruz de Caballero de la Cruz de Hierro con Hojas de Roble.

## Carrera
Weiss nació en Tilsit, Prusia Oriental y se unió al Ejército el 19 de marzo de 1908. A principios de la Segunda Guerra Mundial, durante la Campaña polaca, se le dio el mando del I Cuerpo de Ejército, con el puesto de jefe del Estado Mayor el 1 de septiembre. El 15 de diciembre de 1940 tomó el mando de la 97.ª División Ligera, y el 15 de enero de 1941 comandaba la 26ª División de Infantería. Esta División estaba subordinada al Grupo de Ejércitos Centro y participó en la Operación Barbarroja. Weiss tomó el mando del XXVII Cuerpo de Ejército el 1 de julio de 1942. Después lideró el 2.º Ejército en el frente oriental a partir del 3 de febrero de 1943. Recibió el mando del Grupo de Ejércitos Norte el 12 de marzo de 1945 con el que se rindió a las fuerzas norteamericanas.

## Condecoraciones
- Cruz de Hierro (1914)  2ª Clase (9 de septiembre de 1914) & 1ª Clase (15 de diciembre de 1915)[2]
- Broche de la Cruz de Hierro (1939) 2ª Clase (19 de septiembre de 1939) & 1ª Clase (2 de octubre de 1939)[2]
- Cruz Alemana en Oro el 19 de febrero de 1943 como General der Infanterie y comandante general del XXVII Cuerpo de Ejército[3]
- Cruz de Caballero de la Cruz de Hierro con Hojas de Roble
  - Cruz de Caballero el 12 de septiembre de 1941 como Generalmajor y comandante de la 26ª División de Infantería[4]
  - Hojas de Roble el 5 de noviembre de 1944 como Generaloberst y Comandante en Jefe del 2º Ejército[4]